# Thielavia subthermophila
Thielavia subthermophila är en svampart som beskrevs av Mouch. 1973. Thielavia subthermophila ingår i släktet Thielavia och familjen Chaetomiaceae.   Inga underarter finns listade i Catalogue of Life.